# 1968 في إيران
فيما يلي قوائم الأحداث التي وقعت خلال عام 1968 في إيران.

## رياضة
- 1 يناير – كأس آسيا 1968

## مواليد

### يناير
- 1 يناير – حسن جوهرجي ممثل إيراني.
- 1 يناير – سيد خليل علي نجاد موسيقي إيراني.

### مارس
- 17 مارس – رحيم نوروزى ممثل إيراني.

### أبريل
- 21 أبريل – غلام حسين مظفري سياسي إيراني.

### يونيو
- 12 يونيو – بهمن غولبارنجاد[1]

### نوفمبر
- 23 نوفمبر – حميد حسني

## وفيات

### يناير
- 1 يناير – عبد الكريم الزنجاني (مواليد 1887)

### نوفمبر
- 17 نوفمبر – إبراهيم بور داوود (مواليد 1886) حقوقي، مترجم، لغوي، أكاديمي وشاعر إيراني.
- 18 نوفمبر – عباس فرات اليزدي (مواليد 1894) شاعر إيراني.